# 马尧海换妻案
马尧海换妻案是2009年到2010年间中国江苏省南京市的一起刑事诉讼案件。该案件引发大量道德与法律的关系的讨论。
马尧海本人为南京工业大学副教授，1978年毕业于浙江大学数学系，1986年考入哈尔滨工业大学硕士研究生。1994年11月，从哈尔滨建筑大学调任南京工业大学。
马尧海自2007年到2009年参与、组织了多次换妻聚会。2009年9月开始被监视居住。
2010年南京市秦淮区检察院提起公诉。4月6日下午，马尧海接受多家媒体采访，表示准备坐牢。庭审于2010年4月7日开始，4月20日上午，南京秦淮区法院公开宣判马尧海等22人以聚众淫乱罪被追究其刑事责任。因为马尧海对“自己行为的社会危害性和违法性始终缺乏清醒的认识”，一审被从重处罚，获刑3年6个月，其它人由于认罪态度较好，被判缓刑到3年6个月不等刑罚。

## 争议
中国性学专家李银河在自己的博客中为马尧海辩护，认为换偶行为并不危害社会。